# Доходный дом К. Г. Лобачёва
Доходный дом К. Г. Лобачёва — здание в Москве, внутри Садового и Бульварного колец, по адресу улица Волхонка, дом № 7.

## История
- № 7 — доходный дом К. Г. Лобачёва (1904, архитектор Н. Г. Лазарев[1][2]); по другим данным, этот четырехэтажный доходный дом построен в 1904-1906 годах[3].

### Использование
- По окончании строительства в здании размещался доходный дом, построенный по заказу зажиточного купца Кузьмы Григорьевича Лобачёва, торговавшего в Охотном ряду дичью, мясом и маслом[3].
- В здании нынче расположены:
  - Художественная галерея «На Ленивке»
  - Пельменная
  - Продуктовый магазин

## Архитектура
Обращает на себя внимание угловой двухэтажный эркер с фигурным заостренным завершением, весьма похожий на башенку. Его купол венчает флюгер с голубком.
С помощью этого выраженного акцента архитектор подчеркнул размещение здания на пересечении двух улиц. Композиция фасадов здания типична для конца XIX века и каких-то особых новаторских черт не несёт.
Декор центральной части фасада по Волхонке, его детали: лепное обрамление окон и картуш. Лепное обрамление окна: надоконное рельефное панно с доисторическим ящером.

Флоральный декор здания: чертополоховый фриз и медальоны с виноградными лозами. 
О принадлежности к модерну свидетельствуют форма карниза и необычный декор дома.
Лепнина, представленная на фасаде, выполнена в мастерской П.А. Гладышева. Сюжет ее компилятивен: растительная орнаментика сочетается с изображениями различных животных и скульптурными женскими и мужскими головками. Но вот в мотиве декора прослеживается какая-то общая демоничность. На рельефных панно и фризах можно различить соцветия и листья чертополоха – символа неограниченной магической власти. Маскароны, которые в архитектуре обычно имеют нейтральный характер, здесь отличаются весьма недобрыми выражениями лиц, а некоторые даже косят исподлобья, будто замышляя что-то нехорошее. Но особенно поражают лепные изображения разинувшей пасть змеи и какого-то не то дракона, не то неведомого доисторического ящера, изогнувшегося в хищном оскале. Таких в Москве, пожалуй, больше нигде не встретишь. Так что можно только подивиться недюжинной фантазии автора, их придумавшего.